# Bodhipakkhiyādhammā
bodhipakkhiyādhammā (pali) eller bodhipākṣikadharma (sanskrit) är ett begrepp inom buddhismen som betyder "faktorer som tillhör upplysningen". Det finns 37 sådana faktorer, som kan kategoriseras in på följande vis:
- (1-4) mindfullness
- (5-8) att överge saker/ting/etc.
- (9-12) övernaturliga krafter
- (13-17) andliga förmågor
- (18-22) mentala förmågor
- (23-29) sju faktorerna av upplysningen
- (30-37) den ädla åttafaldiga vägen